# Adorazione dei pastori (Campi)
L'Adorazione dei pastori è un dipinto olio su tela di Antonio Campi realizzato nel 1575 e conservato a Crema nel santuario di Santa Maria della Croce.

## Storia
Il dipinto è conservato come pala d'altare nella chiesa di Santa Maria della Croce di Crema su di un altare laterale. Negli anni settanta del Cinquecento la città di Crema si preparava a esser nominata Diocesi staccandosi da quella di Cremona eretta poi nel 1580, quando aveva portato alla commissione di molte opere d'arte che avrebbero abbellito il sontuoso santuario rinascimentale. Si consideri che le commissioni furono date non solo al Campi originario di Cremona ma anche a Carlo Urbino sempre cremonese. Forse questa città intendeva imporre ancora la propria presenza.

## Descrizione e stile
Il dipinto del Campi fa parte di quella serie di pitture che raffigurano scene notturne, con poche fonti di luce che obbliga l'attenzione dell'osservatore alla parte più importante dell'episodio raffigurato. Sulla tela vi sono tre punti luce: la luce che cade sul neonato bambino posto su di una mangiatoia di paglia e avvolto in bianchi panni, viene dalla grande lanterna portata da un pastore e posta in primo piano a destra. Pur essendo una luce fievole illumina il piccolo che la accoglie e la potenzia illuminando la Madonna, il volto di san Giuseppe e dei pastori che avvolgono l'intimità della famiglia, come una corona, portando quindi l'attenzione dell'osservatore sul punto focale dell'evento: la nascita di un Bambino, figlio di Dio il vero portatore di luce, come è ben visibile dalle ombre della zampe dell'agnellino, e dalla mano della Vergine.
Un ulteriore punto di luce illumina la parte alta del dipinto: due uomini, uno giovane e uno anziano scendono una scala e uno di questi tiene una torcia che ripara con una mano, portano la luce alta di Dio Padre. L'anziano consegna la lanterna al giovane. Le loro età indicano l'importante momento storico dell'umanità: il passaggio dall'Antico Testamento, al Nuovo Testamento con la nascita di Cristo, figlio di Dio, salvatore del mondo.  La tela indica che la fede degli uomini, hanno bisogno della luce divina che possa illuminare anche quelli che mostrano incredulità.
La scena risulta essere quindi molto intima ma con elementi popolari di grande realismo, vicino ai fedeli: la lanterna portata da un pastore che si leva il cappello nell'atto tanto comune dei pastori davanti a persone importanti. 
Risulta la presenza di un disegno preparatorio dove Campi aveva schizzato le varie parti dell'opera. Il disegno doveva essere firmato e venduto all'asta l'11 dicembre 2009 da Christie's a Londra.